# Епитафи Мирковићима на гробљу Рајковача у Ртарима
Епитафи Мирковићима на гробљу Рајковача у Ртарима представљају драгоцена епиграфска и фамилијарна сведочанства преписана са старих надгробних споменика у доњодрагачевском селу Ртари, Oпштина Лучани.
Преци Мирковића, Мијаило са супругом Вишњом и сином Мирком (по коме ова фамилија носи презиме), доселили су се у Ртаре из околине Новог Пазара у време Првог српског устанка. На Мирковом надгробном споменику пише да су досељени у време „када је Карађорђе на Сјеници Воиштио 1809. године”.
Мирко је у писаним документима носио презиме Мијаиловић, док је негде уписива као Конопчар, јер се поред земљорадње бавио и ужарским занатом. Сачувано је предање да је био вредан и радан и за кратко време стекао знатну имовину. Мирко је са супругом Станицом имао три сина: Антонија, Пантелију и Јевта.
Антоније је био ожењен са Николијом из фамилије Недељковића из Вирова. Имали су деветоро деце.
Други син, Пантелија (Панто) са супругом Милицом имао је четворо деце.
Најмлађи син, Јевто, био је учесник Јаворског рата. Са супругом Станом имао је осморо деце. И њихови синови су имали бројан пород: Мирко је са супругом Милевом имао десеторо деце, а Владимир са супругом Јеросимом осморо.
У Балканском и Првом рату учестовало је петнаест Мирковића. Петорица су пала у рату, мећу којима и тројица синова Милеве и Мирка. Унук Антонијев, а син Захаријев, Чедомир, за заслуге у рату добио је официрски чин.
Ртарски Мирковићи су велика фамилија. Највећи број породица, осим у Ртарима, живи у Чачку. Једна породица је исељена у Аустралију. Славе Стевањдан.
Споменик војнику Јовану Мирковићу (†1850)
1850. ВОИНИК
Зде почива Раб.Божи
ИОВАН Мирковић
престави се у возрасту:
18-те године

Споменик Пантелији Мирковићу (†1853)
ПАНТЕЛИЈА Мирковић из Ртара
и умре 16. новембра 1853. год:

Споменик дечаку Љубисаву Мирковићу (†1853)
ЉУБИСАВ
синчић Пантелије Мирковића
умре 1853. г.

Споменик Станици Мирковић (†1856)
СТАНИЦА
жена Мирка Мирковића
поживи 71 г.
а умре 1856 г
Спомен подигоше унуци
Милош Влајко и Мирко
и праунуци Комнен Гвозден и Љубомир
Мирковићи

Споменик Мирку Мијаиловићу (†1859)
ИС ХР НИ КА
Овде почива раба Божији
МИРКО Мијаиловић
Житељ Ртарски
поживи 72. год:
и престави се 25 марта 1859: год:
Досели се из села Биора
када је Карађорђе на Сиеници
воиштио у 1809. Год:

Споменик ђаку Филипу Мирковићу (†1860)
Овде почива раба Божи
ФИЛИП
син Јевта Мирковића
бивши ђак
пожив. 13 г.
умро 9 маја 1860 г.
Бог да му душу прости

Споменик Милици Мирковић (†1872)
Овде почива раба Божиа
МИЛИЦА
супруга Панта Мирковића из Ртара
поживи 56 г
а умре 21. марта 1872 г.
Спомен подижу унуци
Комнен Гвозден и Љубо

Споменик Антонију Мирковићу (†1873)
(Надгробна плоча-споменик уништен):
Овде се налазе кости почившег
АНТОНИЈА Мирковића
земљорадника из Ртара
кога неуметна смрт у 50-ој г. старости своје
у овај ладни тамни гроб 9 априла 1873 г.
Спустише га синови његови

Споменик Вучићу Мирковићу (†1876)
Нешто неки селски служитељи
против мога умрлога тјела глас пронијеше
па се моме плаше
Бог је вечан спасе ме
Свакоме мир вама мир мир праху моме
ВУЧИЋ Мирковић
умре семтембра 1876 г.
Спомен му подигоше браћа
Захарије и Милош

Споменик војнику Јевту Мирковићу (†1877)
Оваи биљег
помиње крабра војника
2-ге класе 4-те чете Трнавског баталиона
ЈЕВТО Мирковић из Ртара
поживи 57 г.
а умре августа 18 г. (даље текст уништен)

Споменик Матији Мирковићу (†1878)
Овде почива раб божи
МАТИЈЕ Мирковић из Ртара
бивши трубач I класе у рату 1876 г
када је књаз Милан са турцима војевао
поживи 36 г
а престави се у вечност 14 Августа 1878. г.
Бог да му душу прости
Спомен подигоше синови
Комнен, Гвозден и Љубомир

Споменик војнику Живку Мирковићу (†1882)
ИС ХР НИ КА
Прочитај брате овај тужни спомен
и види кога овде црна земља скрива
у 20 година младог живота
ЖИВКО Мирковић из Ртара
који је у војсци сталног кадра
у Смедереву разболео
а умре код своје браће 15 априла 1882 г.
Овај спомен подигоше му браћа
Милош и Захарије

Споменик Николији Мирковић (†1884)
Овде почива раб. Божи
НИКОЛИЈА
супруга Антонија Мирковића из Ртара
која поживи 60 г.
а умре 16 октобра 1884 г.

Споменик дечаку Душану Мирковићу (†1891)
Овде почива рано увели цвет
ДУШАН
син Влајка и Јеросиме Мирковића из Ртара
који поживи 6 год.
а умре 5 октобра 1891. год.
Спомен подиже му отац Владимир

Споменик Живку Мирковићу (†1895)
Ов. Почива
ЖИВКО
син Кома Мирковића из Ртара
умро 6 септембра 1895 г.
Спомен подиже отац Комо

Споменик десетомесечном Гојку Мирковићу (†1894)
Овде
ГОЈКО
млађи брат
стар 10 м.
умро 1894 г.

Споменик Стани Мирковић (†1902)
Овде почива раба Божија
СТАНА
супруга поч. Јевта Мирковића из Ртара
која поживи 78 г.
умре 6 децембра 1902 год:
Бог да јој душу прости
Овај спомен подиже јој син
Владимир Мирковић

Споменик осмогодишњој Радојки (†1903) и трогодишњем Милораду Мирковићу
Овде почива раба божи
РАДОЈКА
кћи Мирка и Миљке Мирковић из Ртара
поживи 8 година
умре 29 дец. 1903.
и МИЛОРАД
3 год.
син Свет. и Даринке Мирковић
Спомен им подиже
Светислав Радоје Миљка и Дринка

Споменик Марији Мирковић (†1908)
ИС ХР НИ КА
Приђи ближе мили српски роде
не жали труда свога
прочитај ми овај спомен ладни
јер свакоме овакав час ће доћи
и судбина кад позову ићи
Душа моја сад у рају бива
а тјело ми мајка земља скрива
сетите се вечне куће наше ту
је правда подељена свима
ту је раван просјак с царевима
МАРИЈА
верна супруга почивш. Матија Мирковића из Ртара
која као часна грађанка са своја 3 одлична сина
после смрти свога мужа из сиромашног стања
купила је за 2.200 дуката имања.
Часно поживи 62
а умрла је 10. јануара 1908. год.
Овај спомен подигоше својој мајци синови
Комнен Гвозден и Љубомир
Мирковићи
Поштована мати Марија
нека ти је лака црна земља
која ти прах костију скрива
Бог да ти душу опрости веч. дому
АМИН

Споменик Милијани Мирковић (†1911)
Овде почива
МИЛИЈАНА
упруга пок. Гвоздена Мирковића
која часно поживи 28 г
а умрла је 5.III.1911.г.
Спомен јој подиже захвални син Јован
и сна Живка са породицом

Споменик Љубици Мирковић (†1912)
ЉУБИЦА
жена пок. Милана Мирковића из Ртара
пож 25 год.
а умре 1912 год.
Спомен подиже син Крстомир

Споменик Мирку Мирковићу (†1913)
Овде почива раб божи
МИРКО Мирковић из Ртара
поживи 54 године
а умро 24 јуна 1913 год.
Бог да му душу прости.
Спомен подигоше му синови
Светислав, Радоје и Миленко
унуци Милојко и Мирко
1955 г.

Споменик војном болничару Милану Мирковићу (†1915)
Овде почива тело покој
МИЛАНА Мирковића из Ртара
поживи 27. год.
а умре од тешких рана
10. маја 1915. г.
Болничар чете I позива
Спомен подиже син Крстомир
и брат Богосав

Споменик Гвоздену Мирковићу (†1915)
Пред овим спомеником почива тело
неуморног радника и домаћина пок.
ГВОЗДЕН Мирковић из Ртара
пож. 36 г.
и умре 27.III.1915 г.
Спомен му подиже захвални син Јован
супруга Иванка и сна Живка са породицом

Споменик Станојки Мирковић (†1915)
Овде почива
СТАНОЈКА
жена Захарије Мирковића из Ртара
а поживи часно и поштено 48 год.
умре 2 феб. 1915 г.
Спомен подиже муж Захарије и син Чедомир

Споменик Јеросими Мирковић (†1916)
Овде поч.
ЈЕРОСИМА
жена покој. Владимира Мирковића из Ртара
која часно поживи 63. года.
а умре 23 авг. 1916 године.
Спомен јој подиже муж Владимир и син Богосав

Споменик четворогодишњем Драгану Мирковићу (†19??)
Овде почива
ДРАГАН Мирковић
који пож. 4 г. ... (даље оштећено)

Споменик Захарију Мирковићу (†1918)
Овде почива
ЗАХАРИЈЕ Мирковић
некадашљи житељ Ртара
поживи 58 г.
а умро 1918.
Спомен подиже му његов син Чедо
и сна Љубица Мирковић.

Споменик Милошу Мирковићу (†1920)
Овде почива тело нашег брата
МИЛОША Мирковића
који поживи часно и поштено 63 год
а умро 1920 г.
Спомен му подиже синовац Чедомир
и унук Стево

Споменик Винки Мирковић (†19??)
Овде почива ВИНКА
кћи Захарија Мирковића … (даље оштећено)
Спомен подиже брат Чедомир

Споменик Љубици Мирковић (†1921)
Овде почива
ЉУБИЦА
супруга Милоша Мирковића из Ртара
поживи 71 год
а умре 10. маја 1921. год.
Свог порода није имала
Спомен јој подиже синовац Чедомир Мирковић

Споменик Комнену Мирковићу (†1921)
Овде почива
КОМНЕН Мирковић
бивши житељ и дугогодишњи одборник
и кмет села Ртара
који је часно и домаћински поживео 55 год
а престави се у вечност 1921 год.
Бог да му душу прости
Овај спомен подиже му верна супруга Стана
и син Матије

Споменик једногодишњој беби (†1924) и девојчици Олги (†1929) Мирковић
Овде почивају младенци… (даљи оштећено)
пож. 1 год.
а умре 1 фебруара 1924 год.
и
ОЛГА
поживи 7 год
а умре 10 октобра 1929 год.
Овај спомен подиже отац Миленко

Споменик Владимиру Мирковићу (†1928)
Овде почива тело покој:
ВЛАДИМИРА Мирковића из Ртара
који часно поживи 76 год
а умрје 20 марта 1928 год.
Бог да му душу прости на вечном дому
и славаму

Споменик једноипогодишњем Милосаву Мирковићу (†1930)
ИС ХР
Овде почива младенац
МИЛОСАВ Мирковић из Ртара
који поживи 18 месеци
а умре 18 Августа 1930
Спомен му подиже отац Крстомир

Споменик шестомесечном сину Милојке и Радоја Мирковића (†1932)
Младенац
кћи Милојке и Радоја
поживи 6 месеци
умре 15 јула 1932 г.

Споменик Милеви (†1936) и њеној унуци Милки Мирковић (†1937)
Овде почива раба божија
МИЛЕВА
супруга Мирка Мирковића из Ртара
поживи 70 год.
а умре 15-Х-1936 год.
Спомен јој подигоше синови Светислав Радоје
унуци Милојко и Мирко
Младенац
МИЛКА
кћи Милојке и Радоја
пож. 7 г.
умре 30-ХI-1937 г.

Споменик Гини Мирковић (†1944)
ГИНА
жена Крстомира Мирковића из Ртара
која поживи 39 г.
а умре 1 маја 1944. год.
Спомен јој подиже муж Крстомир
и синови Влајко и Војин
у 1945 год.

Споменик Милораду Мирковићу (†1945)
Овај спомен што ми овде стоји
тужне дане самовања броји
МИЛОРАД Мирковић из Ртара
рођен 1920 г.
а као мобилисан у Нар. ослоб. покрет 6 маја 1945 г.
тешко рањен после краће боловања умре
у најлепше доба своје младости 14 маја 1945 г.
Овај спомен подигоше му брат Милан
и ожалошћена родбина
сна Станојла синовци Милија и Илија браћа и сестре

Споменик Љубомиру (†1952) и Дринки (†1954) Мирковић
Овде почива тело
неуморног радника и домаћина
ЉУБОМИРА Мирковића из Ртара
поживи 76 год
а умре 1952 године.
ДРИНКА
супруга пок. Љубомира
поживи часно и поштено 77 год.
а умре 12 децембра 1954 год.
Спомен подигоше им син Милан
унуци Милија и Илија сна Станојла
ожалошћена породица синови и снаје